# Gare de Hautmont
Gare de Hautmont – stacja kolejowa w Hautmont, w departamencie Nord, w regionie Hauts-de-France, we Francji.
Została otwarta w 1855 przez Compagnie des chemins de fer du Nord. Jest stacją Société nationale des chemins de fer français (SNCF), obsługiwaną przez pociągi TER Nord-Pas-de-Calais.